# ʿAdī ibn Musāfir

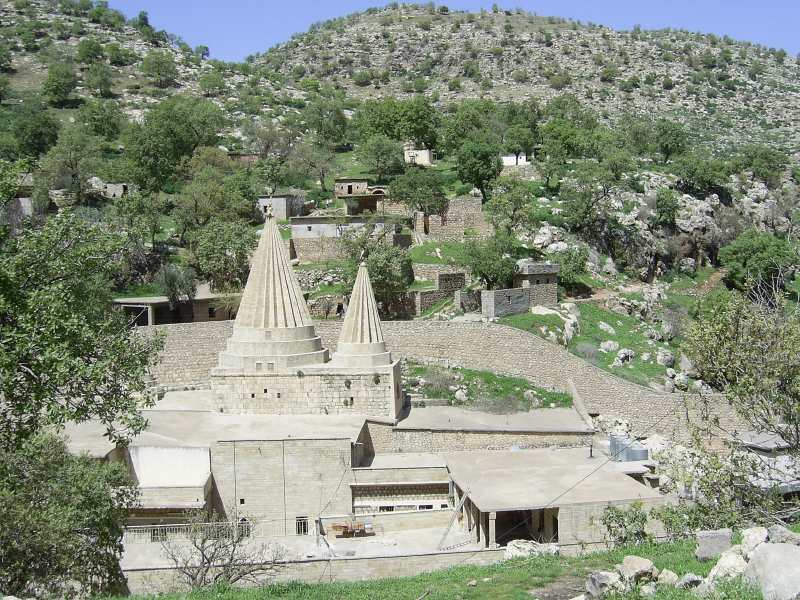
Grab von Scheich Adi in Lalisch

Scheich ʿAdī ibn Musāfir al-Hakkārī (arabisch عدي بن مسافر الأموي, DMG ʿAdī b. Musāfir al-Umawī, kurdisch شێخ ئادی Şêx Adî; * zwischen 1073 und 1078 in Bait Fār bei Baalbek im Libanon; † 1162 oder 1163 in Lalisch), genannt auch Scheich (Scheikh) Adi von Baalbek, war ein muslimischer Asket, der einen der ersten Sufi-Orden gründete und als der wichtigste Heilige der Jesiden gilt. In Bait Fār steht heute noch ein Schrein von ihm. Allerdings wird er dort als Sufi-Heiliger verehrt und nicht mit dem Jesidentum in Verbindung gebracht. Einer anderen Quelle zufolge stammte er aus dem Berggebiet bei Hakkārī im heutigen Nordirak bzw. Südostanatolien. Nach dieser Quelle war lediglich sein Großvater aus Bait Fār.

## Leben
ʿAdī ibn Musāfir (Abu Sufi ibn Salaf Sheikh Adi) war ein Nachkomme des umayyadischen Kalifen Marwan I. Er verbrachte seine Jugend in Bagdad, wo er bei dem Sufi-Meister Hammād ad-Dabbās studierte, der auch der Lehrer von ʿAbd al-Qādir al-Dschīlānī war. Nach verschiedenen Reisen ließ er sich in den Bergen der von Hakkārī-Kurden bewohnten Region im heutigen Irak nieder, wo er seine sufische Ausbildung bei ʿUqail al-Manbidschī, Abū l-Wafā al-Hulwānī und anderen Scheichen fortsetzte.
Die von ʿAdī begründete und nach ihm benannte ʿAdawiyya-Ordenstradition verbreitete sich über den ganzen Nahen Osten, insbesondere nach Syrien und Ägypten. So war zum Beispiel Chidr al-Mihrānī, der Scheich des Mamluken-Herrschers Baibars I., Mitglied dieses Ordens. Mit der Zeit schlossen sich auch die kurdischen Stämme aus dem Hakkārī-Gebiet seinem Orden an.
Von Scheich ʿAdī sind vier Schriften erhalten: Die Glaubenslehre der Sunniten (Iʿtiqād ahl as-sunna), Das Buch über die Bildung der Seele (Kitāb fī-hi ḏikr ādāb an-nafs), Anweisungen des Scheich ʿAdī ibn Musāfir an den Nachfolger (Waṣāyā aš-Šaiḫ ʿAdī ibn Musāfir ilā l-ḫalīfa) und Anweisungen an seinen Schüler, den führenden Scheich, und die übrigen Muriden (Waṣāyā li-murīdi-hī aš-šaiḫ al-qāʾid wa-li-sāʾir al-murīdīn). Sie weichen inhaltlich nicht von der traditionellen islamischen Lehre ab. Dies stimmt mit der Aussage des hanbalitischen Gelehrten Ibn Taimiyya überein, der Scheich ʿAdī als einen aufrichtigen Muslim beschrieb, der die Sunna des Propheten befolgte.
Scheich ʿAdī starb 1162/63 kinderlos und wurde in Lalisch begraben. Der ʿAdawīya-Orden wurde durch seinen Neffen Abu l-Barakāt ibn Sachr ibn Musāfir weitergeführt. Innerhalb dieses Ordens war die Verehrung für den Scheich so stark, dass man sein Grab zur neuen Qibla machte. Aufgrund dessen wurde das Grab im Jahr 1414 durch aufgebrachte Muslime geschändet und seine Knochen entweiht. Später wurde das Grab wiedererrichtet.

## Schriften
Vier Schriften von Scheich ʿAdī ibn Musāfir sind erhalten. Die Schriften entsprechen den Vorstellungen des Sufitums des 12. Jahrhunderts und enthalten keine Hinweise auf jesidische Glaubensvorstellungen. Vier von Scheich ʿAdī überlieferte Qasīdas stehen ebenfalls in der Tradition der islamischen Mystik.
- Die Glaubenslehre der Rechtgläubigen arabisch اعتقاد أهل السنة Iʿtiqād ahl as-sunna
- Das Buch von der schönen Ausbildung der Seele arabisch كتاب فيه ذكر أدب النفس Kitāb fīhi dhikr adab an-nafs
- Ermahnungen des Scheich Adi an den Kalifen arabisch وصايا الشيخ عدي بن مسافر إلى الخليفة Wasāya asch-Schaich ʿAdī ibn Musāfir ilā l-chalīfa
- Ermahnungen an den Schüler Qaid und die übrigen Schüler arabisch وصايا لمريده الشيخ قائد ولسائر المريدين Wasāya li-Murīdihi asch-Schaich Qāʾid wa li-sāʾir al-murīdīn

## Verehrung durch die Jesiden

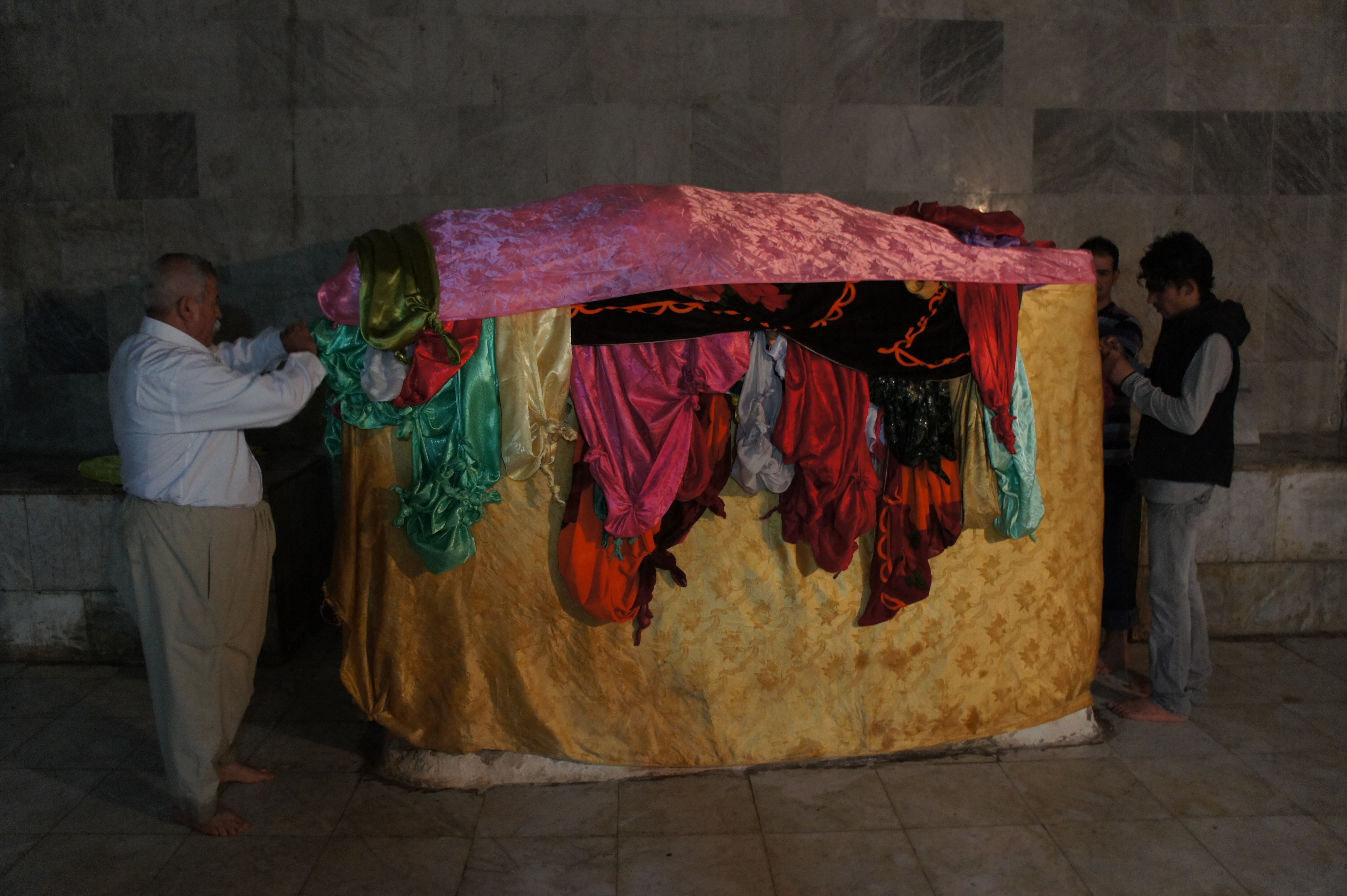
Der Sarkophag von ʿAdī ibn Musāfir in Lalisch

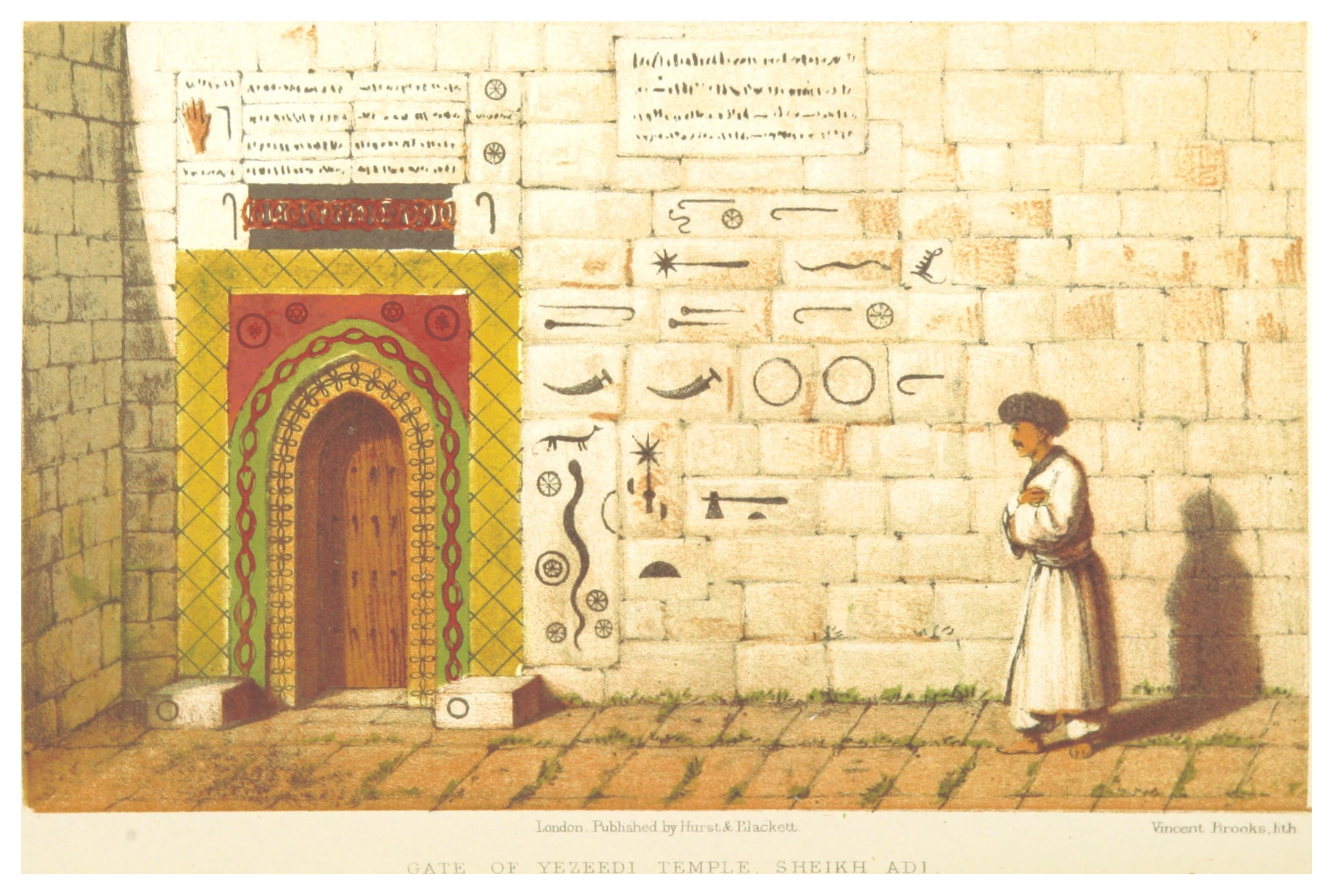
Das Portal zum Grab von Scheich ʿAdī Mitte des 19. Jahrhunderts, damalige Farbfassung und Inschriften

Von den Jesiden wird Scheich ʿAdī als Erneuerer ihrer Religion und gleichzeitig als Reinkarnation des Melek Taus – durch Ezid und Ezda – als Weltenauge angesehen, der kam, um den Jesiden in einer schwierigen Situation zu helfen. Aus jesidischer Sicht soll er zudem von Geburt an ein Jeside gewesen sein und seine außerordentlichen spirituellen Fähigkeiten von Tausi Melek persönlich erhalten haben. Scheich Adis Großvater soll bis zu seiner Zwangsemigration nach Syrien in den Bergen von Hakkâri gelebt haben. Die Jesiden weisen darauf hin, dass Scheich Adi bei einer Rede mit Scheich Schems, dem damaligen Oberhaupt aller Jesiden, versichert hat, dass er den Glauben der Scheich-Schems-Familie für sich akzeptiere.

Am Grab von Scheich Adi in Lalisch findet jedes Jahr vom 6.–13. Oktober das jesidische „Fest der Versammlung“ (Jashne Jimaiye) statt.

In einer Qewl der Jesiden heißt es: 

„Hey birîndarê Mêrano, Siltan Şîxadiyê, Li hemû derday dermane. (Qewlê Şêxê Hesenî Siltane)“

„Oh Verwundeter unter den Menschen, Sultan Scheich Adi ist das Heilmittel gegen alle Krankheiten. (Hymne des Scheich Hasan der Sultan)“

## Belege
1. ↑  Enrico G. Raffaelli: Iranian Studies. Band 44, Nr. 2, März 2011, S. 276–280, JSTOR:23033330.
2. ↑  Maisel: Yezidis in Syria – Identity Building among a Double Minority. S. 78.
3. ↑  Vgl. Philip G. Kreyenbroek: Yezidism – Its Background, Observances and and Textual Tradition. Lewiston u. a. 1995. S. 28 f.
4. ↑  Vgl. Henri Laoust: Les Schismes dans l’Islam. Introduction à une étude de la religion musulmane. Paris 1983. S. 285.
5. 1 2 3  Irene Dulz: Die Yeziden im Irak. Zwischen „Modelldorf“ und Flucht. LIT Verlag, Münster 2001, S. 32.
6. ↑  Chaukeddin Issa: Gedanken zu Scheich Adi (11./12. Jh.), dem Reformer des Yezidentums, in: Erhard Franz (Hrsg.): Yeziden - eine alte Religionsgemeinschaft zwischen Tradition und Moderne. Deutsches Orient-Institut, Hamburg. Mitteilungen Band 71/2004, S. 49
7. ↑  Irene Dulz, 2001, S. 33.
8. ↑  Philip G. Kreyenbroek und Khalil Jindi Rashow: God and Sheikh Adi are Perfect: Sacred Poems and Religious Narratives from the Yezidi Tradition. Harrassowitz Verlag, Wiesbaden 2005. S. 335. Digitalisat

| Personendaten    | Personendaten                                                         |
| ---------------- | --------------------------------------------------------------------- |
| NAME             | ʿAdī ibn Musāfir                                                      |
| ALTERNATIVNAMEN  | Scheich Adi Ibn Mustafa; Scheich Adi Ibn Musafir al Umawi; (arabisch) |
| KURZBESCHREIBUNG | Reformator des jesidischen Glaubens                                   |
| GEBURTSDATUM     | zwischen 1073 und 1078                                                |
| GEBURTSORT       | Bait Fāar bei Baalbek, Libanon                                        |
| STERBEDATUM      | 1162 oder 1163                                                        |
| STERBEORT        | Lalisch                                                               |